# Эмануэль, Иезекииль
Иезекииль Джонатан «Зик» Эмануэль (родился 6 сентября 1957 г.) — американский онколог, специалист по биоэтике и популяризатор медицинских знаний.
9 ноября 2020 года президент США Джо Байден назначил Эмануэля одним из 16 членов своего Консультативного совета по COVID-19.

## Ранние годы и образование
Сын Бенджамина М. Эмануэля и Марши (Смулевиц) Эмануэль. Два младших брата — бывший мэр Чикаго Рам Эмануэль и известный голливудский агент по подбору актеров Ари Эмануэль. Дядя Иезекииля (брат отца), Эмануэль, был убит во время арабского восстания в подмандатной Палестине, после чего семья изменила свою фамилию с Ауэрбах на Эмануэль.
В 1979 году окончил Амхерстский колледж и впоследствии получил степень магистра по биохимии Эксетерского колледжа Оксфорда. Также имеет степень по политической философии Гарвардского университета. С 1987 по 1988 год был членом первой группы научных сотрудников Центра этики Эдмонда Дж. Сафры в Гарварде. Прошел интернатуру и ординатуру по внутренним болезням в больнице Бет Исраэль. Впоследствии прошел стажировку в области медицины и медицинской онкологии в Институте рака Дана-Фарбер и стал специалистом по онкологии молочной железы.

## Карьера
После завершения постдокторской подготовки продолжил карьеру в академической медицине, поднявшись до уровня доцента Гарвардской медицинской школы в 1997 году. Вскоре перешел в государственный сектор и занял должность начальника отдела биоэтики в Клиническом центре Национальных институтов здравоохранения США . Был специальным советником по политике в области здравоохранения Питера Орзага, бывшего директора Управления управления и бюджета в администрации Обамы.
С сентября 2011 года возглавил Департамент медицинской этики и политики в области здравоохранения Пенсильванского университета. 9 ноября избранный президент Джо Байден назвал Эмануэля одним из 16 членов своего консультативного совета по коронавирусу

## Взгляды

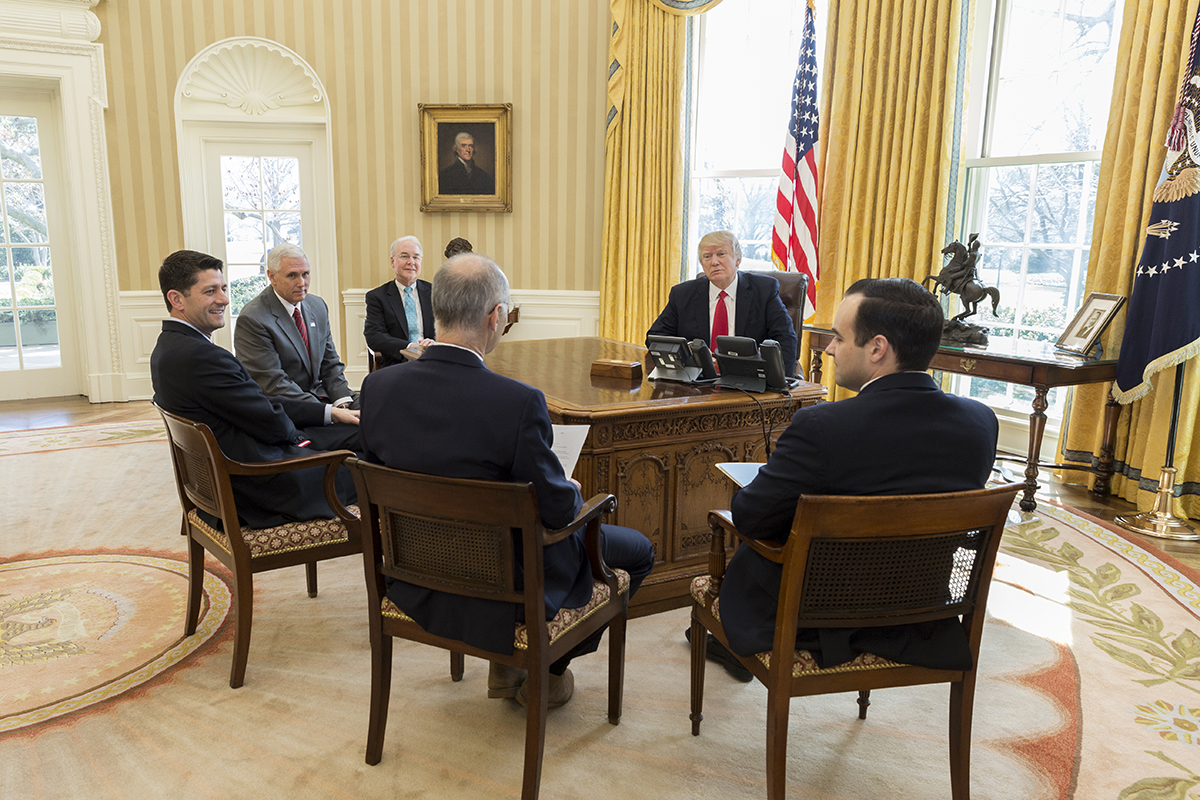
Встреча Эмануэля с Дональдом Трампом в 2017 году

### Медицинское страхование
Эмануэль считает, что всеобщее медицинское обслуживание можно гарантировать, заменив оплачиваемое работодателем медицинское страхование, Medicaid и Medicare на ваучеры на медицинское обслуживание, финансируемые за счет налога на добавленную стоимость.

### Своевременная смерть
В 2014 году опубликовал в журнале The Atlantic статью, в которой выразил мнение о благотворном влиянии своевременной смерти как на пожилого человека, так и на общество в целом:
75 лет, вот сколько я хочу прожить. […] Слишком долгая жизнь обрекает нас если не на инвалидность, то на угасание и упадок сил в преклонном возрасте.

## Признание
Эмануэль получил множество премий и наград, в том числе премию Топпан за диссертацию и награду Гарварда за лучшую диссертацию по политологии 1988 года, а также премию Дэна Дэвида за вклад в биоэтику (2018 год).

## Личная жизнь
Разведён, имеет трёх дочерей. Габриела окончила Дармундский колледж и в 2010 году получила стипендию Родса. Реббека окончила Йельский университет и в 2008 году получила стипендию Митчелла. Наталья также окончила Йельский университет и в 2013 году получила стипендию Маршалла, после чего поступила в аспирантуру в Гарварде.